# Editor de caracteres privados
El Editor de caracteres privados es un editor de tipografías de carácter limitado que está incluido en Microsoft Windows para crear caracteres de uso privado. Su código es desde E000 hasta F8FF. Estos son caracteres definidos por el usuario, basados en el estándar Unicode. La aplicación es accesible vía el menú Inicio en las ediciones asiáticas de Windows.
Hasta Windows 7, donde está localizada en la carpeta Accesorios → Herramientas del sistema, únicamente es accesible vía el diálogo Ejecutar comando o en el Símbolo del sistema en otras ediciones de Windows. Sin embargo, la aplicación puede encontrarse en la carpeta C:\WINDOWS\system32, bajo el nombre deeudcedit.exe sin tener que buscar un programa.